# Distrikt Pichari
Der Distrikt Pichari liegt in der Provinz La Convención der Region Cusco in Südzentral-Peru. Der Distrikt wurde am 7. August 1995 aus Teilen des Distrikts Kimbiri gegründet. Er hat eine Fläche von 730,45 km². Beim Zensus 2017 lebten 22.691 Einwohner im Distrikt. Die Distriktverwaltung befindet sich in der am Ostufer des Río Apurímac an der Einmündung des Río Pichari auf einer Höhe von 614 m gelegenen Stadt Pichari.

## Geographische Lage
Der Distrikt Pichari liegt im nördlichen Westen der Provinz La Convención. Der Distrikt erstreckt sich auf einer Länge von etwa 38 km über das östliche Flusstal des Río Apurímac. Im Osten verläuft die Distriktgrenze hauptsächlich entlang der Wasserscheide der nördlichen Cordillera Vilcabamba, die dort Höhen von knapp 4000 m erreicht. Durch den nordöstlichen Teil des Distrikts fließt der Oberlauf des Río Quempiri.
Der Distrikt Pichari grenzt im Norden an den Distrikt Río Tambo (Provinz Satipo) und im Osten und Südosten an den Distrikt Kimbiri. Im Westen, am gegenüberliegenden Flussufer des Río Apurímac, befinden sich die Distrikte Ayna (Provinz La Mar), Sivia, Llochegua und Canayre (die letzten drei in der Provinz Huanta).